# Rjurik (1906)
Rjurik byl pancéřový křižník ruského carského námořnictva. Ve službě byl v letech 1909–1923. Účastnil se bojů první světové války. Po válce byl vyřazen.

## Stavba

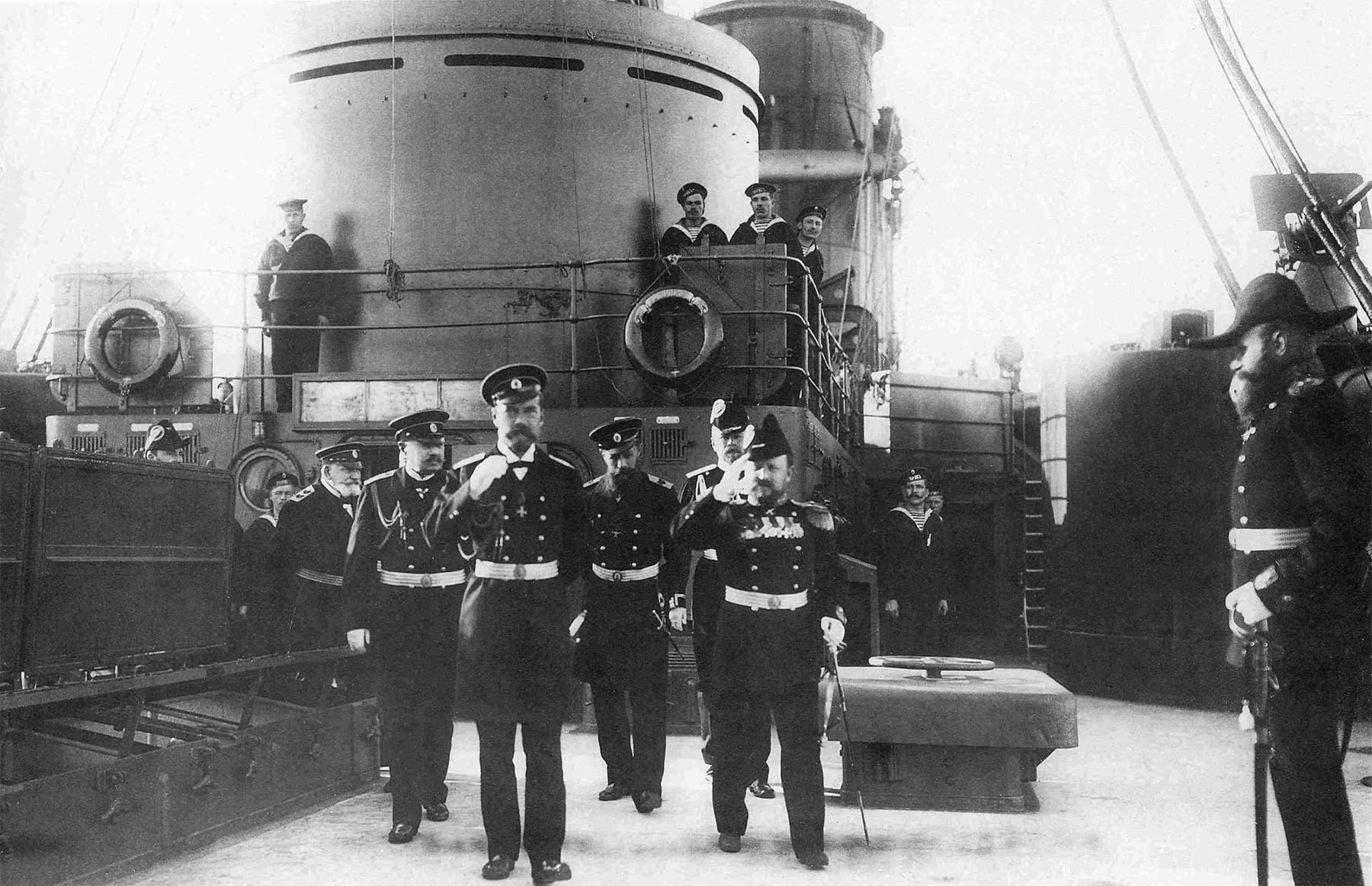
Car Mikuláš II. na návštěvě křižníku Rjurik. Dobře je vidět pancéřovaná velitelská věž.

Při vývoji křižníku byly využity zkušenosti z rusko-japonské války. Křižník měl silnou výzbroj, výtečné pancéřování a moderní protipožární systémy. Jeho slabinou byla nízká rychlost. Byl považován za nejlepší křižník ruského námořnictva. Postavila jej britská loděnice Vickers v Barrow-in-Furness. Stavba byla zahájena 22. srpna 1905, na vodu byl spuštěn 17. listopadu 1906 a v červenci 1909 přijat do služby.

## Konstrukce

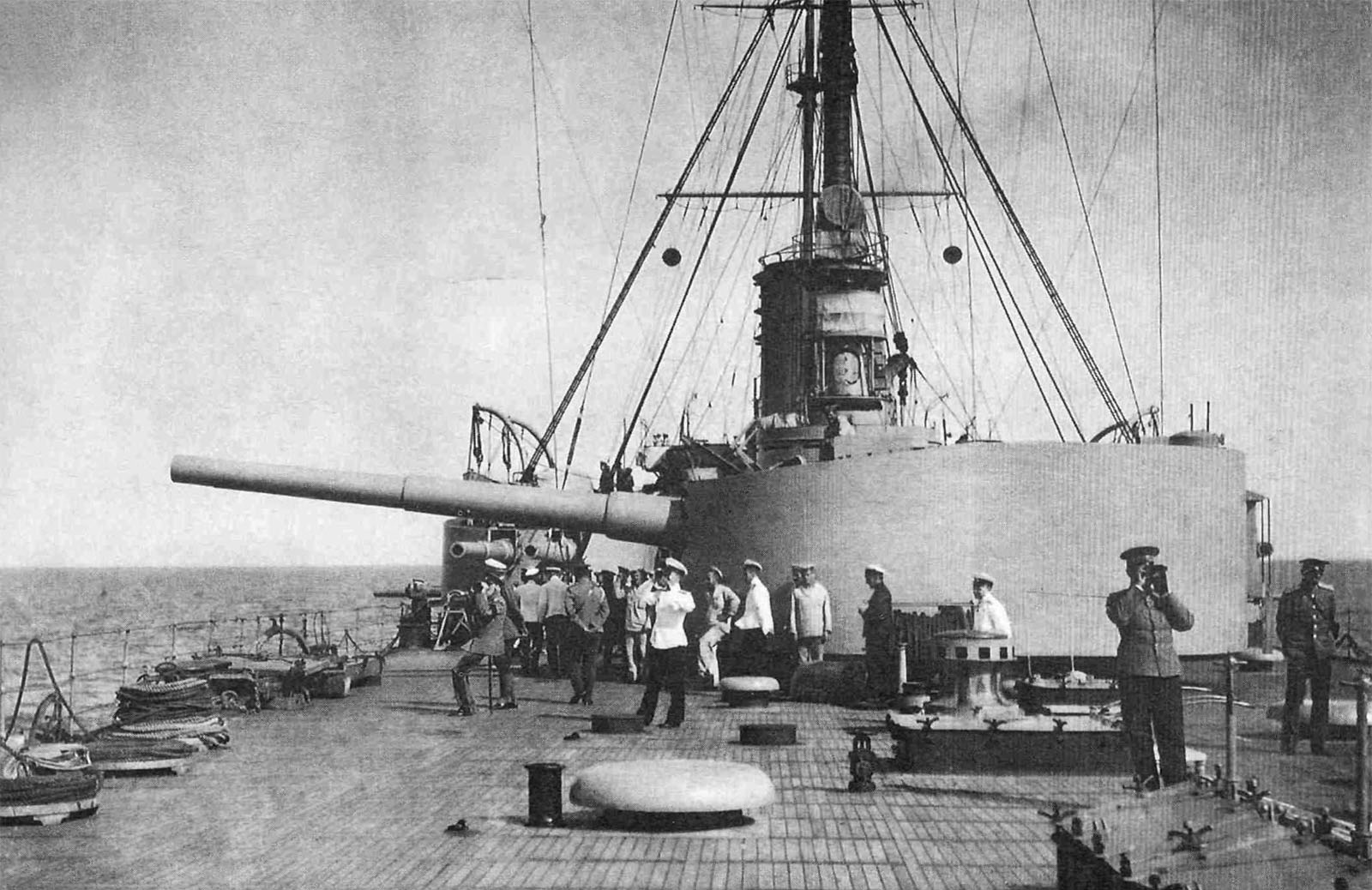
Jedna z hlavních dělových věží křižníku Rjurik

Křižník byl silně vyzbrojen. Hlavní výzbroj byla umístěna ve dvoudělových věžích. Čtyři 254mm kanóny ve věžích na přídi a na zádi doplňovalo osm 203mm kanónů ve věžích na okrajích nástavby. Další výzbrojí bylo dvacet kasematových 120mm kanónů, čtyři 47mm kanóny a dva 457mm torpédomety. Pohonný systém měl výkon 19 700 hp. Tvořily jej dva parní stroje s trojnásobnou expanzí a 28 kotlů Belleville, pohánějící dva lodní šrouby. Nejvyšší rychlost dosahovala 21 uzlů. Dosah byl 4000 námořních mil při rychlosti 12 uzlů.

## Služba
Za první světové války byl Rjurik součástí baltského loďstva. V září 1914 se účastnil ruského výpadu ke Gotlandu. Dále se zapojil do kladení min. Dne 13. února 1915 Rjurik při minové operaci najel na útesy u ostrova Fårö. Těžce poškozený křižník nabral 2400 tun vody, dokázal ale se vrátit do Revalu k opravě. V listopadu 1916 byl Rjurik poškozen minou položenou německou ponorkou UC-27. Vyřazen byl roku 1923.